# Anders Trondsen
Anders Trondsen, né le 30 mars 1995 à Lillehammer, est un footballeur international norvégien. Il évolue au poste de milieu de terrain.

## Carrière

### En club
Anders Trondsen rejoint le club de Sarpsborg 08 en mars 2015.

### En sélection
Anders Trondsen  est régulièrement sélectionné avec les équipes de jeunes. Il reçoit notamment 14 sélections avec les espoirs norvégiens, inscrivant un but.
Il honore sa première sélection en équipe de Norvège le 29 mai 2016, lors d'un match amical contre le Portugal. A Porto, les joueurs portugais s'imposent sur le score de 3-0.

## Statistiques
| Saison                | Club                  | Championnat           | Championnat | Championnat | Coupe(s) nationale(s) | Coupe(s) nationale(s) | Norvège | Norvège | Total | Total |
| Saison                | Club                  | Division              | M.          | B.          | M.                    | B.                    | M.      | B.      | M.    | B.    |
| 2012                  | Stabæk Fotball        | Tippeligaen           | 3           | 0           | 0                     | 0                     | -       | -       | 3     | 0     |
| 2013                  | Stabæk Fotball        | Adeccoligaen          | 26          | 3           | 2                     | 0                     | -       | -       | 28    | 3     |
| 2014                  | Stabæk Fotball        | Tippeligaen           | 26          | 1           | 3                     | 0                     | -       | -       | 29    | 1     |
| Sous-total            | Sous-total            | Sous-total            | 55          | 4           | 5                     | 0                     | -       | -       | 60    | 4     |
| 2015                  | Sarpsborg 08          | Tippeligaen           | 24          | 1           | 3                     | 1                     | -       | -       | 27    | 2     |
| 2016                  | Sarpsborg 08          | Tippeligaen           | 19          | 1           | 2                     | 0                     | 1       | 0       | 22    | 1     |
| Sous-total            | Sous-total            | Sous-total            | 43          | 2           | 5                     | 1                     | 1       | 0       | 49    | 3     |
| Total sur la carrière | Total sur la carrière | Total sur la carrière | 98          | 6           | 10                    | 1                     | 1       | 0       | 109   | 7     |

## Palmarès

### En club
Trabzonspor
- Championnat de Turquie
  - Champion en 2022